# Йон Исая
Йон Исая (на македонска литературна норма: Јон Исаја) е актьор от Република Македония.

## Биография
Роден е на 5 януари 1915 г. в град Тетово. Семейството му отива в Румъния да припечели пари, където Исая прекарва детството и младостта си. През 1942 г. завършва Театралната академия в Букурещ. В периода 1951-1954 е член на драмата на Македонския народен театър. След това се премества в Драматичния театър в Скопие. Участва в редица филми.

## Филмография
- 1961 „Солунските атентатори“
- 1965 „Дни на изкушение“
- 1966 „До победата и след нея“
- 1967 „Мементо“
- 1969 „Време без война“
- 1969 „Републиката в пламък“
- 1970 „Цената на града“
- 1972 „Изстрел“
- 1977 „Изправи се, Делфина“
- 1981 „Цървеният кон“
- 1990 "Северна грешка"